# Кратер от взрив
Кратер от взрив е вид кратер, създаден при изхвърлянето на земна маса от избухнала бомба.
Такъв кратер обикновено има конична форма. Ударната вълна от бомбата предизвиква три процеса, образуващи кратера:
- Пластична деформация на земната повърхност
- Изхвърляне на земна маса
- Разцепване на земната повърхност

Други два последващи процеса могат да запълнят кратера:
- Обратно падане на изхвърлената земна маса
- Ерозия или свличане на кратерната стена[2]

Интензитетът на тези процеси е относителен и зависи от височината под или над земната повърхност на взрива, както и от състава на земята.